# When It's Time
«When It's Time» es una canción de la banda de rock estadounidense Green Day. El sencillo fue lanzado en el Reino Unido a través del sello discográfico Reprise Records el 11 de junio de 2010.

## Antecedentes
La canción fue grabada originalmente para su séptimo álbum de estudio, American Idiot en 2004, a pesar de que apareció en American Idiot: Original Broadway Cast Recording en 2010. Fue escrito originalmente hace muchos años, cuando Kerplunk fue lanzado a la venta por la discográfica Adeline Records de la esposa de Armstrong, Adrienne Armstrong. 
El sencillo está disponible en la tienda de iTunes del Reino Unido junto con el servicio de descarga digital de Amazon. 
La canción hizo apariciones raras en algunos shows del 21st Century Breakdown Tour, interpretada en solitario por Billie Joe Armstrong en una guitarra acústica. La canción también apareció en la mayoría de setlists durante la gira europea de 2010. También es el tercer sencillo de Green Day que no fue acompañado de un video musical, como los casos de "She" y "J.A.R.". 
Debido a la naturaleza sensible de la letra, el director del musical de American Idiot, Michael Mayer, se dio un permiso especial para ofrecer una versión solista acústica cantada por John Gallagher Jr. como un número para la producción.

## Lista de canciones
| Descarga Digital |                  |          |  |
| N.º              | Título           | Duración |  |
| 1.               | «When It's Time» | 3:23     |  |

## Posición en las listas
«When It's Time» entró en las listas de United Kingdom Singles Chart el 20 de junio de 2010, alcanzando el puesto número 71 y a la semana siguiente escaló al puesto 68.
| Listas (2010)    | Posición |
| ---------------- | -------- |
| UK Singles Chart | 68       |
| UK Rock Chart    | 2        |